# Wide Area Network
Ein Wide Area Network (WAN; deutsch Weitverkehrsnetz) ist ein Rechnernetz, das sich im Unterschied zu einem LAN oder MAN über einen sehr großen geografischen Bereich erstreckt.
WANs erstrecken sich über Länder oder sogar Kontinente. Sie werden benutzt, um verschiedene LANs, aber auch einzelne Rechner miteinander zu vernetzen. Einige WANs gehören bestimmten Organisationen und werden ausschließlich von diesen genutzt; andere WANs werden durch Internetdienstanbieter errichtet oder erweitert, um einen Zugang zum Internet anbieten zu können.
Ein WAN arbeitet auf der Bitübertragungsschicht und der Sicherungsschicht des OSI-Referenzmodells. Wegen der vielen angeschlossenen Rechner ist das unadressierte Senden von Informationen (Broadcasting) an alle Rechner kaum effizient. Deshalb werden Daten nur an die Empfänger gesendet. Dafür ist ein einheitliches Adressierungsschema notwendig. Außerdem muss es Zwischensysteme geben, die gesendete Datenpakete an die richtige Adresse weiterleiten: Switches, Paketvermittler, Bridges und Router. 
Zu den WAN-Techniken gehören
- IP/MPLS
- Ethernet
- Plesiochrone Digitale Hierarchie (PDH)
- Synchrone Digitale Hierarchie (SDH)

sowie die in die Jahre gekommenen
- Asynchronous Transfer Mode (ATM)
- X.25.